# Malika Akkaoui
Malika Akkaoui (Marruecos, 25 de diciembre de 1987) es una atleta marroquí, especialista en la prueba de 1500 m, en la que logró ser medallista de bronce africana en 2018

## Carrera deportiva
En el Campeonato Africano de Atletismo de 2018 celebrado en Asaba (Nigeria) ganó la medalla de bronce en los 1500 metros, con un tiempo de 4:14.17 segundos, tras la keniana Winny Chebet (oro con 4:14.02 segundos) y su compatriota la también marroquí Rababe Arafi (plata con 4:14.12 segundos).